# Fort de Barry
Le fort de Barry est un fort médiéval situé à deux kilomètres au nord de Bollène, dans le Vaucluse.

## Histoire
Une famille de ce nom est connue au XIe siècle. Le château a dû être construit vers 1200. Le château est la possession de plusieurs co-seigneurs à la fin du XIIe siècle. Les Adhémar seigneurs de Montélimar étaient les co-seigneurs les plus importants. La famille des Baux, princes d'Orange, de la branche de seigneurs de Suze, a été co-seigneur du château. Giraud Adhémar, seigneur de Monteil, a vendu pour 3 000 sols viennois en décembre 1228 sa part de la co-seigneurie avec tous ses droits au prieur de Bollène qui dépendait de l'abbaye de l'Île Barbe. Le même jour, Giraud Adhémar a reçu le château en fief-oblat à la charge et à la condition qu'il vienne au secours de l'abbé de l'Île-Barbe quand il est attaqué, en affaire de justice ou de guerre. S'il ne respecte pas ces conditions quand il est requis, Giraud Adhémar doit rendre le fort avec toutes ses armes. Giraud Adhémar a redu hommage entre les mains de l'abbé Guillaume II de Jarez. L'abbé Guillaume s'est engagé à défendre Giraud. Pour Louis Fillet, cette transaction a été provoquée par la croisade des albigeois. Le 30 janvier 1226, le roi Louis VIII avait pris la croix contre les cathares. Après être arrivé à Lyon le 28 mai, il a descendu la vallée du Rhône et met le siège devant Avignon le 10 juin. La ville capitule le 9 septembre. Par le traité de Paris de 1229, Raymond VII de Toulouse perd le marquisat de Provence qui est cédé au Saint-Siège. D'après Granget, « en exécution du traité passé entre Louis IX et le Saint-Siège, le château de Barry doit être démantelé, ainsi que Derbons, La Garde-Paréol, La Galle et tous les châteaux qui servaient de repaires aux Albigeois ».
Le château n'est pas détruit car, en 1251, les Adhémar en font hommage à Alphonse de Poitiers. En 1274, les sires des Baux en font hommage au pape et, en 1386, Raimond des Baux vend pour 100 florins d'or sa part au cardinal de Saluces, prieur de Bollène. Barry a perdu à cette date de son importance car il n'est plus cité que comme un hameau de Bollène.
La destruction du château date probablement de la fin du XIVe siècle quand les bandes armées de Raimond de Turenne dévastent la région.

## Protection
Les restes du fort sont inscrits au titre des monuments historiques depuis le 28 juin 1927.